# Gagrella heinrichi
Gagrella heinrichi is een hooiwagen uit de familie Sclerosomatidae.